# 小柳司气太
小柳司气太（日语：小柳 司気太，1870年12月24日—1940年7月18日），中国文学者、道教研究者。新潟县出身。東京帝国大学選科。

## 生平
- 1870年出生于新潟县。
- 1885年进入粟生津村的私塾長善館。
- 1888年到东京，就学于東京英語学校。新聞記者。
- 1926年山口高等学校 (旧制)教师、大東文化大学教授。
- 1940年大東文化大学学长任上去世。

## 主要著作
- （哲学書院、1894年）
- 宮本正貫との共編（非賣品、1895年）
- （世界文庫刊行会、1923年）
- （南北書店、1934年）
- （東方文化学院東京研究所、1934年）
- 服部宇之吉との共編「詳解漢和大字典」（冨山房、1920年）